# Mirrorball (álbum de Alyson Stoner)
Mirrorball —en español: 'Bola de espejos'— es el cuarto álbum debut de la cantautora Alyson Stoner. Su primer sencillo, "Last dance", salió a la venta digital en agosto de 2011 y hasta el 5 de octubre, llegó a las estaciones de radio de Estados Unidos. El álbum fue lanzado el 1 de enero en Canadá y Estados Unidos, durante las siguientes semanas, llegó a Reino Unido, Australia, Alemania, Francia y parte de Latinoamérica.
Mirrorball recibió críticas mixtas de los críticos desde su publicación. Algunos aprecian la diversión, la naturaleza libre de preocupaciones, mientras que otros lo califican para menores y afirman que le falta algo. El primer sencillo, "Last dance", alcanzó el número uno en once países, así como los diez primeros puestos en muchos otros países. A tan solo 1 meses de haber sido lanzado el disco ha logrado vender más de 1 millón de copias, sólo Estados Unidos y se cree que sus ventas mundiales se estiman aproximadamente en 3 millones de copias vendidas.
Editado por Hollywood Records, producido por Dr. Luke, Max Martin y Benny Blanco, siendo el productor ejecutivo Lukasz "Dr. Luke" Gottwald.

## Historia
Después del éxito que tuvo con "Love Around" , fue anunciado que firmaría con Hollywood Records con Dr. Luke trabajando en su álbum, Mirrorball, el cual sería lanzado a principios de 2012 en EUA.
En cuanto al proceso de composición, ella dijo a Esquire Magazine: "por lo general salgo, tengo una noche de fiesta, regreso a casa algo borracha y escribo algunas palabras. A la mañana siguiente me levanto como '¡wow! esta historia debe ser contada'". Sobre su primer sencillo "Last dance" ella explica: "Me desperté un día después de una fiesta y estaba rodeada de diez de las mujeres más bellas que has visto. Y yo dije 'soy como Diddy', no hay hombre como él en el mundo".
Ella dijo a DigitalSpy que, dentro de su música, ella busca "dar a la gente algo que les dé alegría. Hay artistas que hacen cosas serias y acústicas, realmente los admiro, pero lo que quiero dar es simple diversión".

## Recepción y Crítica
Mirrorball fue lanzado el 1 de enero de 2012 en los Estados Unidos y Canadá. Debutó en la cima de las listas de EE. UU., con ventas de primera semana de 152.000 (el 76% de las cuales fueron las ventas digitales).
El álbum recibió críticas mixtas (En su mayoría positivas).

## Lista de canciones
| N.º | Título                               | Escritor(es)                                  | Duración |  |
| 1.  | «Last dance»                         | Selena Gomez y Alyson Stoner                  | 3:07     |  |
| 2.  | «Mirrorball»                         | Kesha Sebert,Alyson Stoner y Selena Gomez     | 3:20     |  |
| 3.  | «Pixie»                              | Alyson Stoner y Zendaya                       | 3:35     |  |
| 4.  | «Kiss Danguerous»                    | Kesha Sebert,Demmi Lovato y Alyson Stoner     | 2:52     |  |
| 5.  | «Animal»                             | Kesha Sebert                                  | 2:52     |  |
| 6.  | «Im tennege»                         | Britney Spears,Katy Perry,Alyson Stoner       | 2:52     |  |
| 7.  | «Okey»                               | Alyson Stoner                                 | 3:52     |  |
| 8.  | «Live or Dream»                      | Alyson Stoner                                 | 2:55     |  |
| 9.  | «Never Stop Dont Up»                 | Kesha Sebert,Alyson Stoner                    | 3:06     |  |
| 10. | «Holiday Summer»                     | Selena Gomez y Alyson Stoner                  | 3:17     |  |
| 11. | «Over my mind remember»              | Drake Bell y Alyson Stoner                    | 2:55     |  |
| 12. | «Dancing In the Moonligth»           | Alyson Stoner                                 | 3:30     |  |
| 13. | «What I like you my»                 | Avril Lavinge,Alyson Stoner                   | 2:56     |  |
| 14. | «Heart of love» (ft. Mitchel Musso)  | Selena Gomez y Alyson Stoner                  | 3:57     |  |
| 15. | «Prom Night of Love» (ft.Avan Jogia) | Victoria Justice ,Leon Thomas y Alyson Stoner | 3:36     |  |
| 16. | «Our Nigth» (ft.Miley Cyrus)         | Alyson Stoner,Justin Bieber                   | 2:59     |  |
| 17. | «Thong»                              | Alyson Stoner,Miley Cyrus                     | 2:59     |  |
| 18. | «The sun rise»                       | Selena Gomez y Alyson Stoner                  | 1:59     |  |